# Kriegerehrenmal Kessenich
Das Kriegerehrenmal Kessenich ist ein Denkmal im Bonner Ortsteil Kessenich, das an die Opfer des Ersten und des Zweiten Weltkriegs erinnern soll. Es steht als Baudenkmal unter Denkmalschutz. Das Kriegerehrenmal befindet sich in der Nikolausstraße Ecke Rosenburgweg.

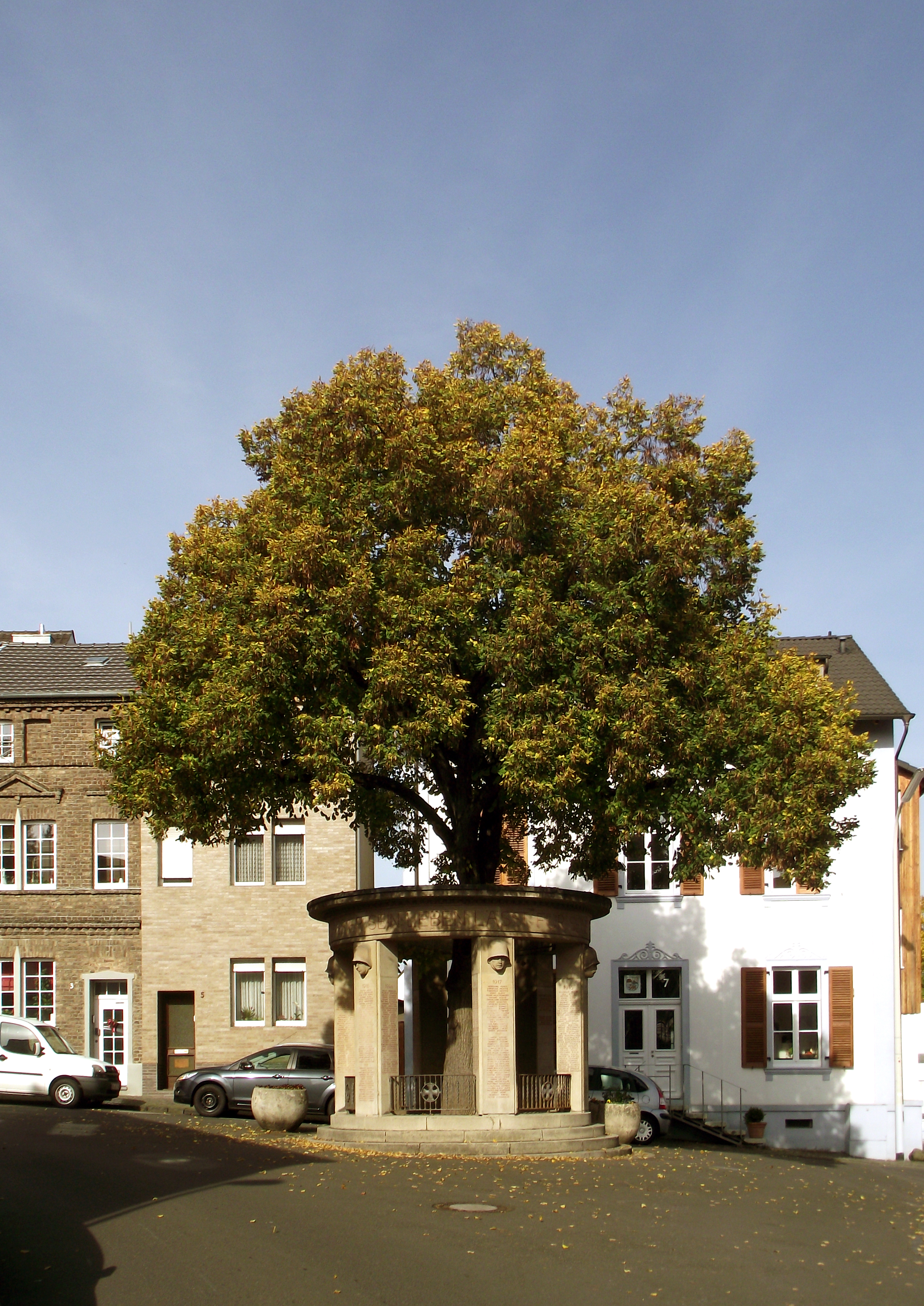
Kriegerehrenmal in Kessenich (2012)

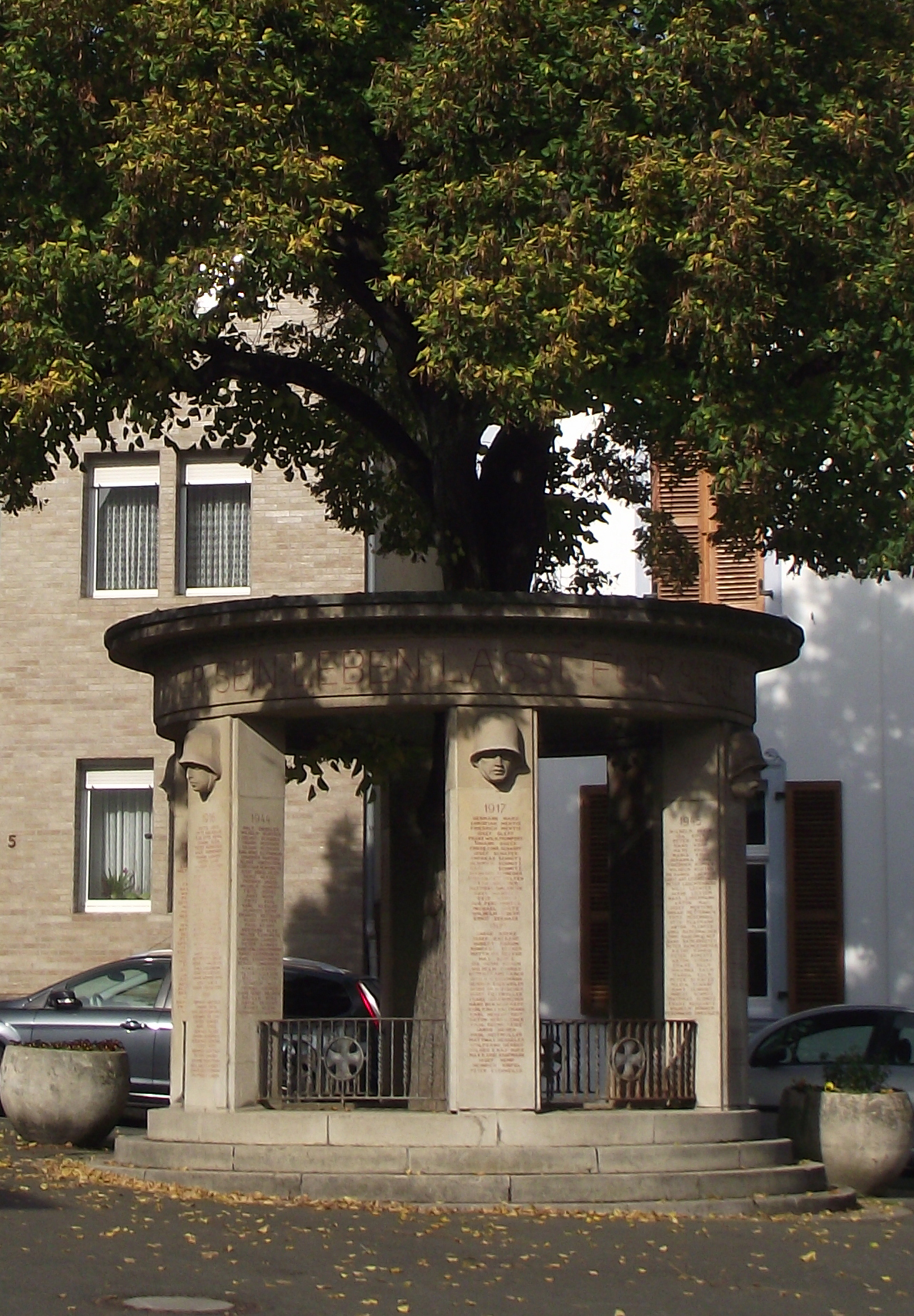
Kriegerehrenmal in Kessenich (2012)

## Geschichte
Den Ursprung des Kriegerehrenmals bildet eine kurz nach dem Deutsch-Französischen Krieg von 1870/71 für vier gefallene Kessenicher Soldaten gepflanzte Linde, die zunächst Sieges- und später Friedenslinde genannt wurde. Das diese Linde umgebende Ehrenmal wurde 1926 im Auftrag des Kessenicher Kriegervereins erbaut und mit Spenden Kessenicher Bürger finanziert. „Eingeweiht wurde das von Stadtbaurat Behr entworfene und durch die Firma Walbrück & Schlösser ausgeführte Denkmal am 1. Mai 1926 mit einer nächtlichen Feierstunde unter großer Beteiligung der Bevölkerung. Fahnenabordnungen von 25 Vereinen des Kreis-Kriegerverbandes Bonn waren erschienen, ebenso wie der Bonner Oberbürgermeister und Mitglieder der Stadtverwaltung.“ Auf sechs quadratischen Muschelkalkpfeilern standen ursprünglich nur die Namen von 279 Opfern des Ersten Weltkriegs, die jedoch 1956 durch die Namen der 380 im Zweiten Weltkrieg getöteten und 110 vermissten Kessenicher erweitert wurde. Seit 1991 steht das Ehrenmal unter Denkmalschutz.

## Beschreibung

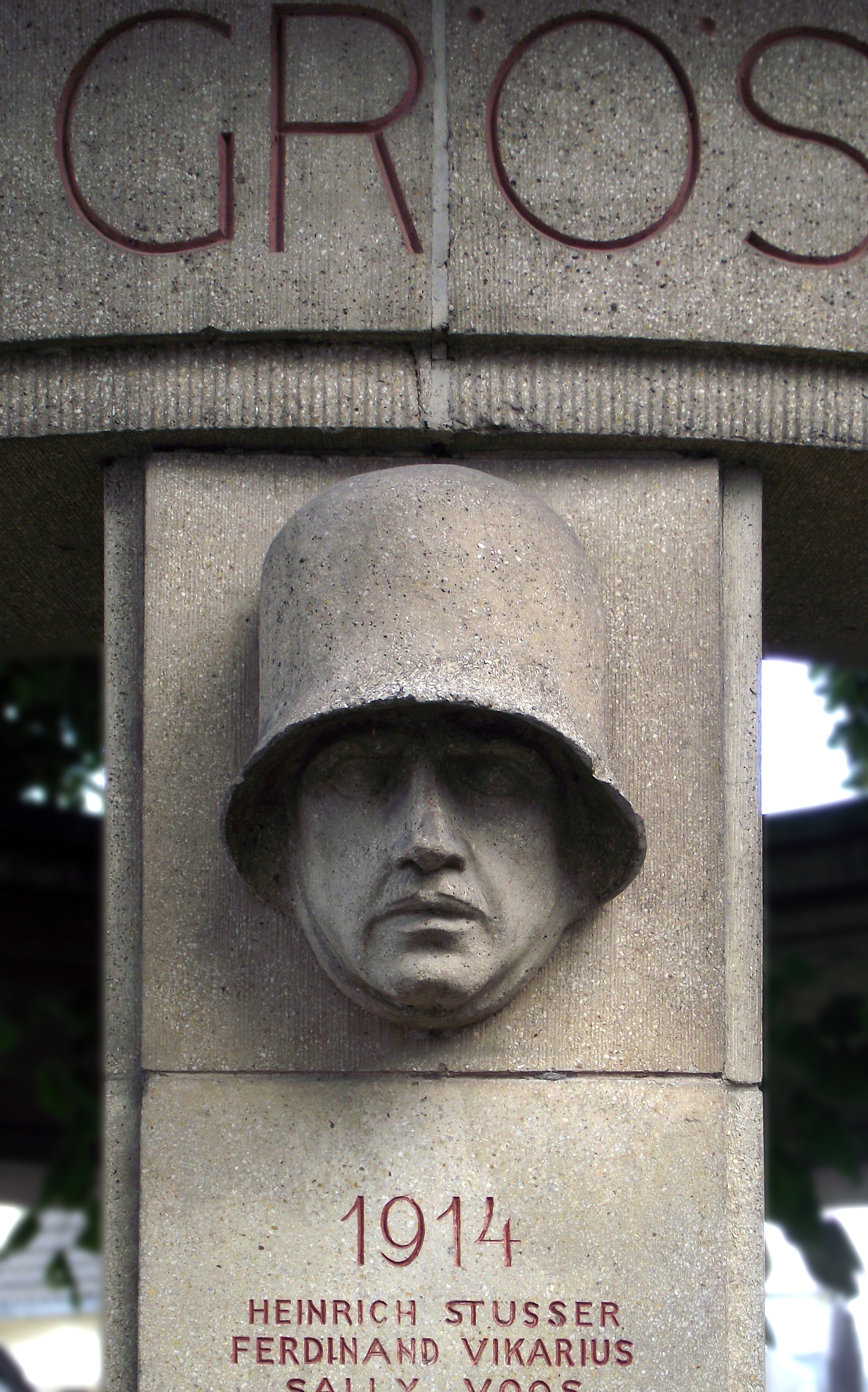
(Kriegerehrenmal) in Kessenich, 2012, Detail

Stilistisch ist das Denkmal dem neusachlichen Stil zuzuordnen. „Auf einem mehrfach gestuften, in der Mitte offenem, runden Sockelring von etwa 4 m Durchmesser sind kreisförmig in gleichen Abständen sechs 2,40 m hohe Muschelkalkpfeiler mit quadratischem Grundriss angeordnet, die einen ringförmigen Architrav tragen, der nach oben mit einem einfachen, weit auskragenden und mit einem Zahnschnitt versehenen Kranzgesims abschließt, so dass eine Gesamthöhe von etwa 3,10 m erreicht wird. Der Architrav trägt als Aufschrift in schlichten Versalien die Worte aus dem Johannes-Evangelium: Niemand zeigt größere Liebe, denn der sein Leben lässt für seine Freunde. Die Muschelkalkpfeiler zeigen auf ihren drei Außenseiten die Inschriftenreihen der Gefallenen aus den drei letzten deutschen Kriegen mit den dazugehörigen Jahreszahlen. Zudem ist auf einem der Pfeiler zu lesen: „Unvergessen bleiben die 110 Vermissten unserer Ortsgemeinschaft auf deren Heimkehr zur Zeit der Errichtung dieses Males noch gehofft wird. Dankbares Gedenken verbindet uns auch mit den Kriegsopfern unserer neuen Mitbürger in Kessenich“. Am oberen Ende der Pfeiler befindet sich jeweils zur Schauseite hin ein in Stein gemeißelter neusachlicher Soldatenkopf mit Wehrmachtshelm. Unten sind die Pfeiler mit schmiedeeisernen Gittern verbunden, die jeweils mittig von einem Eisernen Kreuz geziert werden.“
„Nicht zuletzt wegen der nüchternen und wohltuend unpathetischen Gestaltungsweise verbindet sich hier das Angedenken an die Toten auf einfühlsame Weise mit dem Symbol für Lebenskraft, Wachstum und Segen: dem Baum. Der Zyklus der Natur, von den absterbenden Blättern im Herbst bis zum neuen Grün im Frühling, wird dabei als christliche Hoffnung auf die Auferstehung gedeutet.“